# 蕭大春
蕭 大春（しょう だいしゅん）は、南朝梁の皇族。安陸王。字は仁経。

## 生涯
簡文帝蕭綱の六男として生まれた。母は左夫人。若くして書物や記録を渉猟し、その性格は慎ましかったが、体格は非常に肥っていた。大同6年（540年）、西豊県公に封じられ、中書侍郎に任じられた。後に寧遠将軍の号を受け、領石頭戍事を務めた。太清2年（548年）に侯景が反乱を起こすと、蕭大春は京口に逃れ、邵陵王蕭綸に従って鍾山で戦ったが、反乱軍に捕らえられた。太清3年（549年）6月、安陸郡王に封じられた。7月、呉郡に呉州が置かれると、呉州刺史として出向した。大宝元年（550年）2月、呉州が廃止されると、使持節・雲麾将軍・東揚州刺史に転じた。大宝2年（551年）8月に侯景が簡文帝を廃位すると、蕭大春は会稽で殺害された。享年は22。

## 伝記資料
- 『梁書』巻44 列伝第38
- 『南史』巻54 列伝第44